# Río Penganga
El río Penganga  o Paingangao  Penuganga (en télugu: పెన్ గంగ) es un río de la India, el principal afluente del río Wardha y el río principal del distrito de Yavatmal en el estado de Maharashtra. Fluye a lo largo de la fronteras sureste del distrito en un curso serpenteante. Es profundamente arraigado y no puede ser navegado. 
Tiene una longitud de 676 km y drena una cuenca de 23.898 km², mayor que  países como Yibuti, Belice, El Salvador o Israel.

## Geografía
El río se origina en la cordillera Ajantha en el distrito de Aurangabad,en Maharashtra. A continuación, fluye a través de los distritos de Buldhana y Washim. Continua entonces como límite entre los distritos de Yavatmal y Nanded, también de Maharashtra. A continuación, fluye a lo largo de la frontera estatal entre Maharashtra y Andhra Pradesh antes de converger en el río Wardha, cerca de un pequeño pueblo llamado Wadha en Wani Tehsil del distrito de Yavatmal.
Su principal afluente es el río Adan.

## Irrigación
El río proporciona el riego a los distritos de Washim y Yavatmal de Maharashtra. Actualmente dos presas están siendo construidas en el río, llamadas Alto Painganga y Bajo Painganga. También esta presa se conoce como presa Isapur y es administrada por Taluka Pusad. Muy cerca se encuentran las talukas de Kalamnuri, Pusad, Umarkhed y Hadgaon.